# Nhà kinh tế học

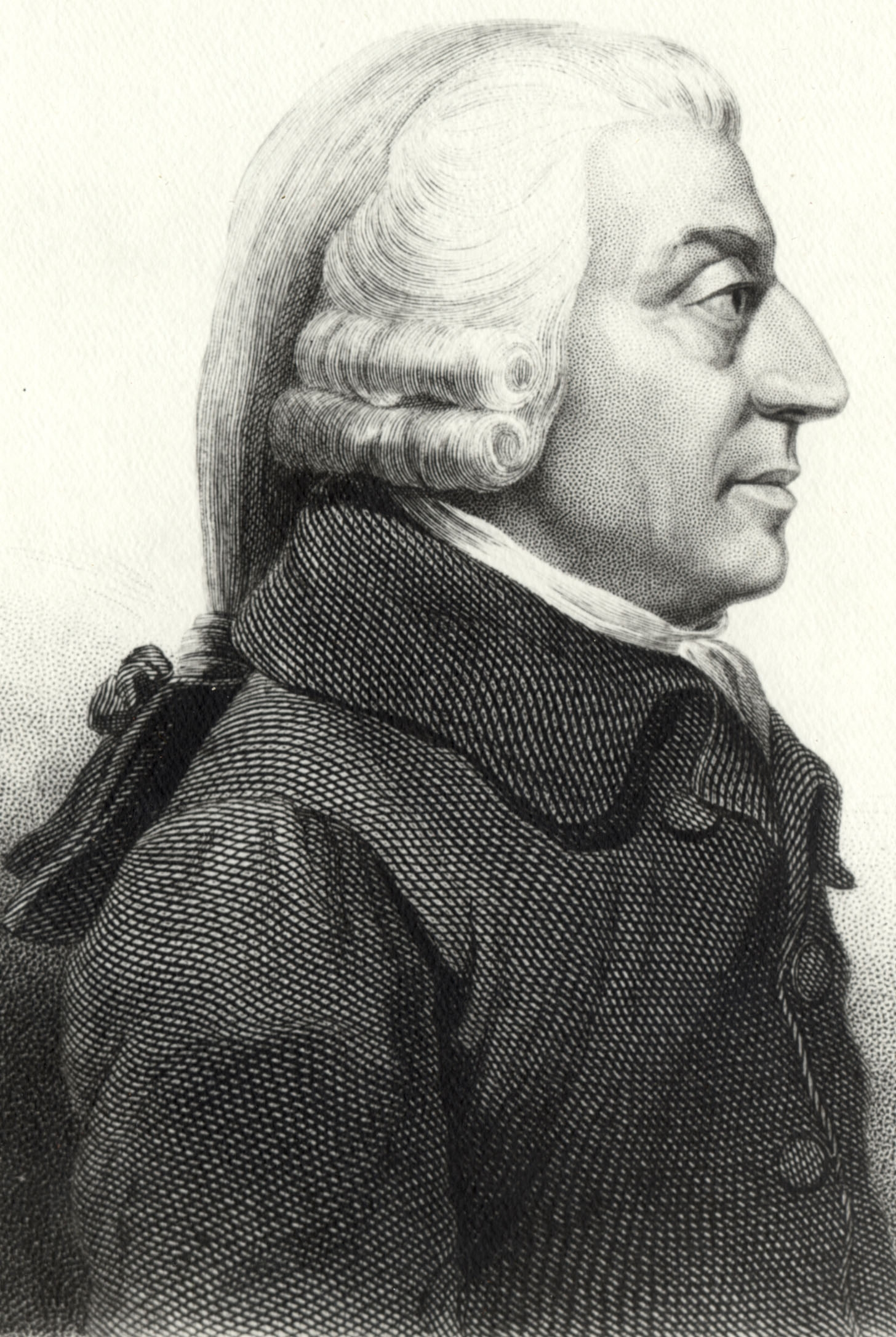
Adam Smith

Một chuyên gia kinh tế hay nhà kinh tế học là một người hoạt động trong lĩnh vực khoa học xã hội về kinh tế. Các cá nhân cũng có thể nghiên cứu, phát triển, và áp dụng lý thuyết và khái niệm từ viết về kinh tế và chính sách kinh tế. Trong lĩnh vực này có rất nhiều lĩnh vực phụ khác nhau, từ việc mở rộng lý thuyết triết học tập trung vào việc nghiên cứu cụ thể trong vòng vụn vặt của thị trường, phân tích kinh tế vĩ mô, phân tích kinh tế vi mô hoặc phân tích tài chính, liên quan đến phương pháp phân tích và các công cụ như kinh tế lượng, số liệu thống kê, kinh tế các mô hình máy tính, kinh tế tài chính, toán học tài chính và toán học kinh tế.